# Červen 2008
1. června – neděle
 Hollywoodská studia společnosti Universal studios začala hořet. Požár vypukl v neděli ráno místního času. Shořelo nejméně jedno studio a tři bloky kulis. Jeden z hasičů byl zraněn. Škoda se odhaduje na desítky milionů dolarů.
 V Paříži zemřel ve věku 71 let světoznámý módní návrhář Yves Saint-Laurent.
2. června – pondělí
 Meteorologové varují před bouřemi s nebezpečnými jevy, které by měly dnes odpoledne zasáhnout jihozápad Čech, v úterý a ve středu celý zbytek republiky. V úterý může dojít ke srážkám s úhrnem až 50 mm.
 Šest lidí bylo zabito a dvacet pět lidí bylo zraněno při výbuchu bomby v autě zaparkovaném před dánskou ambasádou v pákistánském Islámábádu.
3. června – úterý
 Jeden ze čtyř bloků jaderné elektrárny v Dukovanech byl dopoledne nuceně odstaven z výrobního procesu. Důvodem byla, podle mluvčího elektrárny, chyba lidského faktoru, která zapříčinila automatické odpojení několika turbín. Stoprocentní výkon byl obnoven po přibližně 4 hodinách.
  OSN se rozhodla pro radikální řešení problematiky somálských pirátů: na půl roku povolila válečným plavidlům USA, Spojeného království a Francie neomezený vstup do výsostných vod Somálska a vyzvala tyto státy, aby potlačily zde působící pirátské bandy. Ty doposud ochrany výsostných vod široce zneužívaly, protože somálské námořnictvo není schopné jejich aktivitu potlačit.
 Prezident České republiky Václav Klaus se ve Fakultní nemocnici Na Bulovce úspěšně podrobil operaci kyčelního kloubu. V rekonvalescenci bude několik dní a poté ho čeká několikaměsíční rehabilitace.
 Illinoiský senátor Barack Obama vyhrál demokratické primárky ve státě Oklahoma a získal tak podle agentury AP potřebný počet 2118 delegátů, kteří ho na letním sjezdu strany oficiálně nominují do prezidentských voleb. Podle Reuters již Hillary Clintonová přiznala možnost, že by mohla jít s Obamou do voleb jako jeho viceprezidentka.
4. června – středa
 Na farmě v Brzkově na Jihlavsku bylo nalezeno přes 237 mrtvých prasat. Dalších 115 se živilo pouze na tělech mrtvých. Některá zvířata budou muset být utracena.
 Parlamentní opozice vypověděla smlouvu o párování poslanců. V praxi to znamená, že opozice nebude párovat poslance, kteří se zdrží hlasování za každého koaličního poslance, který se na hlasování nemůže dostavit. Odborníci i samotní poslanci očekávají, že to značně zkomplikuje fungování vlády i Poslanecké sněmovny a v přeneseném důsledku i Senátu, kam se ministři vlády nemohou, z obavy, že bude koalice ve Sněmovně přehlasována, dostavit, aby obhajovali své návrhy.
 Praha nepostoupila mezi kandidátská města na pořádání Olympijských her v roce 2016. Výbor rozhodne mezi městy Chicago, Rio de Janeiro, Tokio a Madrid.
 V Bruselu se demonstrace přibližně čtyř stovek rybářů, kteří protestovali proti zvyšující se ceně nákladů na rybolov a nečinnosti Evropských orgánů, strhla v pouliční bitku s pořádkovými jednotkami. Demonstranti vytrhávali dlažební kostky, házeli po policistech světlice a zapálili nebo převrátili několik aut.
5. června – čtvrtek
 V Praze na Vinohradské ulici u strašnického krematoria došlo okolo 17. hodiny k dopravní nehodě, při které se srazila tramvaj s osobním automobilem. Na místě zemřel dvaatřicetiletý řidič osobního automobilu. Provoz tramvají byl obnoven okolo 18.30. Viník nehody zatím není znám.
 Zbývající 115 prasat, která byla na farmě u Brzkova včera nalezena ještě živá, nařídili dnes veterinář utratit, vzhledem k tomu, že zvířata byla ve velice zuboženém stavu.
 Letošní Cenu Josefa Vavrouška získali Ivan Dejmal a Miroslav Janík.
 Ve věznici Guantánamo začal soudní proces s pěticí mužů, jež jsou viněni z naplánování útoků z 11. září 2001. V případě, že jim bude prokázána vina, hrozí mužům až trest smrti.
 Mugabeho režim pozastavil na neomezenou dobu činnost všech humanitárních a nevládních organizací. Již minulý týden obvinila jednu z nich, že během volební kampaně před prvními prezidentskými volbami ovlivňovala voliče ve prospěch Hnutí pro demokratickou změnu (MDC) Morgana Tsvangiraie. Dnes navíc na několik hodin policie zadržela britské a americké diplomaty, které obvinila, že šíří materiály ve prospěch MDC.
 Turecký ústavní soud se postavil proti vládní reformě, která povolovala muslimským studentům nošení šátků na půdě univerzit. Proti se vyjádřilo všech 11 soudců, kteří se domnívají, že reforma nerespektuje světský ráz Turecké republiky.
6. června – pátek
 Publicista Jiří X. Doležal zahájil hladovku na protest proti populismu politiků ČSSD, kteří přejali hladovku po dvou aktivistech, na protest proti postavení americké radarové základny v Česku. Doležal naopak bude držet hladovku do té doby, než bude podepsána vzájemná česko-americká smlouva o tomto problému.
 Úmrtnost při dopravních nehodách je alarmující, za prvních pět dní měsíce července zemřelo na českých silnicích již 20 lidí.
 Předák opozičního Hnutí pro demokratickou změnu (MDC) a protikandidát Roberta Mugabeho v druhém kole prezidentských voleb Morgan Tsvangirai byl tento týden již podruhé vzat do vazby. Médiím to sdělil jeho tiskový mluvčí.
7. června – sobota
 Čeští fotbalisté v Basileji otevřeli svým zápasem s domácí reprezentací Mistrovství Evropy ve fotbale 2008. Reprezentace České republiky vyhrála 1:0, zápas rozhodl svým prvním reprezentačním gólem Václav Svěrkoš.
 Hillary Clintonová oficiálně ukončila svoji volební kampaň a vyzvala své voliče, aby na podzim volili jejího kolegu Baracka Obamu.
8. června – neděle
 Výbuch ve východoukrajinském uhelném dole Karla Marxe u města Jenakijevo zranil na povrchu 4 lidi a 37 horníků je pohřešováno uvnitř dolu. Důl byl od soboty uzavřen a horníci do něj sfárali jen kvůli pravidelné údržbě dolu.
 Šílenec ozbrojený nožem napadl a ubodal v centru Tokia sedm lidí a deset dalších zranil.
 Silné otřesy dosahující 6,5 stupně Richterovy škály zasáhlo jihořecký Peloponéský poloostrov. Jeden člověk byl pravděpodobně zabit padající střechou a sedm dalších bylo zraněno.
 Na brněnském hlavním nádraží se bočně srazily dva vlaky. Lehce zraněn byl jeden člověk
 Požár, zapříčiněný technickou závadou na elektroinstalaci, způsobil milionové škody na patologickém oddělení Thomayerovy fakultní nemocnice v Praze. V oddělení podle ČTK nebyla uskladněna žádná těla.
9. června – pondělí
 Armáda České republiky, podle informací ČTK, začala odvážet demonstranty Greenpeace z kóty 718,8 m ve vojenském újezdu v Brdech.
 Česká republika v roce 2006 prohrála arbitrážní řízení v záležitosti zkrachovalé IPB a nyní byla upřesněna výše odškodného. Japonské finanční společnosti Nomura bude muset zaplatit 3,65 miliard Kč.
 Polský odvolací soud v Lodži dnes potvrdil tresty v případu tzv. lovců kůží. 4 zaměstnanci lodžské pohotovosti, kteří za úplatu přihrávali zemřelé pacienty pohřebním ústavům a jejich nedostatečný počet řešili tím, že některým k úmrtí dopomáhali, byli odsouzeni na doživotí, resp. k 25, 6 a 5 letům vězení.
V rakouském městě Melk byl ukončen tzv. Melkský proces v rámci něhož byla posuzována a měla být řešena bezpečnostní rizika jaderné elektrárny Temelín. Česko-rakouská komise prohlásila, že byly téměř všechny problémy vyřešeny.
 Jeden z nejlepších českých a světových hokejových brankářů Dominik Hašek podruhé ukončil kariéru. Učinil tak týden po zisku Stanleyova poháru s týmem Detroit Red Wings.
10. června – úterý
 Po pondělím vyklizení aktivistů hnutí Greenpeace z brdské radarové kóty 718,8 m začala Armáda České republiky stavět kolem území pro plánovanou výstavbu radaru USA v ČR zátarasy z ostnatého drátu.
11. června – středa
 Pražský vrchní soud zamítl odvolání Petra Zelenky a rozhodl, že obžalovaný je viníkem v případu 7 takzvaných heparinových vražd a dalších 10 pokusů o vraždu a odsedí si za ně trest doživotí.
12. června – čtvrtek
 Chorvatská strana oficiálně oznámila zrušení zákazu dovozu masných a mléčných výrobků do země. Toto nařízení hrozilo výrazným způsobem snížit počet českých turistů směřujících do Chorvatska v nastávající turistické sezóně.
 V Irsku proběhlo všelidové referendum o přijetí Lisabonské reformní smlouvy. Účast činila 53 % oprávněných voličů. Irové smlouvu odmítli hlasy 53,4 % z nich.
 Morgan Tsvangirai, opoziční vůdce Hnutí pro demokratickou změnu (MDC) a protikandidát Roberta Mugabeho v nadcházejícím druhém kole zimbabwských prezidentských volbách, byl opět na několik hodin zadržen státní policií.
13. června – pátek
 Z muzea Pinacoteca do Estado de São Paulo v brazilském São Paulo byla odcizena plátna Pabla Picassa a brazilského mistra Cavalcantiho. Podobný incident se zde odehrál taktéž na konci roku 2007, ale tehdy byly odcizené malby nalezeny a vráceny.
 Na následky infarktu náhle zemřel Tim Russert, jeden z nejvýznamnějších amerických televizních žurnalistů, moderátor prestižního pořadu Meet the Press a jeden ze sta nejvlivnějších mužů světa roku 2008 dle časopisu Time.
14. června – sobota
 Nejméně pět lidí zabilo zemětřesení o síle 7 stupňů Richterovy stupnice, které postihlo sever japonského ostrova Honšú.
 Zimbabwský prezident Robert Mugabe pohrozil použitím síly v případě, že druhé kolo prezidentských voleb, které se koná na konci června, vyhraje opoziční kandidát Morgan Tsvangirai. Ten je v posledních dnech pravidelně zatýkán státní policií.
15. června – neděle
 Afghánský prezident Hamíd Karzáí pohrozil, že vyšle vojenské jednotky i na území Pákistánu, kam se stahují ozbrojenci Tálibánu.
 Největší vývozce ropy na světě - Saúdská Arábie oznámila, že zvýší těžbu nad 9,5 miliónu barelů denně, aby zabránila neustálému růstu cen této suroviny. Ta již v současné době ohrožuje globální ekonomiku.
16. června – pondělí
 Francouzský prezident Nicolas Sarkozy navštívil Prahu. Hlavním tématem jeho jednání s českým premiérem Mirkem Topolánkem byla situace po irském odmítnutí Lisabonské smlouvy a otázka, zda má nyní smysl pokračovat v ratifikaci tohoto dokumentu v dalších státech Evropské unie.
17. června – úterý
 Velmi silné povodně postihují již 12 čínských provincií. Domovy muselo opustit téměř 1,3 miliónu lidí, zřítilo se 45 000 domů a byla zničena úroda na 860 0000 hektarů polí. Do současné doby je také hlášeno přes 200 obětí na životech.
18. června – středa
 Britská Sněmovna lordů, po několika přerušeních ze strany veřejnosti, pozdě večer schválila Lisabonskou smlouvu.
19. června – čtvrtek
 V Bruselu začal summit Evropské unie, který se zabývá především diskuzí o důvodech a řešení Irského "Ne" Lisabonské smlouvě.
 Britská královna Alžběta II. podepsala návrh přijetí Lisabonské smlouvy. Ratifikační proces ve Velké Británii tak byl ukončen a ostrovní království se tak stalo 19. zemí, která smlouvu schválila a zároveň první od zamítavého irského referenda.
 Státní zemědělská a potravinářská inspekce zakázala prodej 38 tisíc balení rýže, která obsahovala ilegální kontaminaci GMO americkou rýží LL 601 firmy Bayer Crop Science.
20. června – pátek
 Evropská unie se rozhodla zrušit sankce vůči Kubě, které platí od roku 2003, kdy úřady zasáhly proti disidentům.
21. června – sobota
 Srbské úřady vydaly bývalého bosensko-srbského policejního velitele Stojana Župljanina Mezinárodnímu trestnímu tribunálu pro bývalou Jugoslávii. Bude tam čelit obviněním z genocidy, která na něj byla uvalena v roce 1999. Spolupráce Bělehradu s Haagem je podmínkou pro vstup Srbska do Evropské unie.
 V Orlické přehradě u Červené nad Vltavou byl rybáři nalezen sud s lidskými ostatky. Případ vyvolává vzpomínky na Orlické vraždy z let 1991-1993.
 Předsedou Českého svazu ledního hokeje se stal plzeňský činovník a právník Tomáš Král, trenérem reprezentace bude Vladimír Růžička, jeho asistenty Ondřej Weissmann a Josef Jandač.
23. června – pondělí
  Ministři zahraničí členských státu EU se na svém pravidelném jednání shodli na tom, že Evropská unie uvalí další sankce na Írán v souvislostí s jeho jaderným programem.
 Agentura AP přinesla zprávu, že plán USA na vybudování protiraketového systému ve střední Evropě s prvky v ČR a v Polsku by mohl být až o několik let zpožděn kvůli testovací fázi systému, kterou na doporučení vojenských expertů žádají američtí zákonodárci.
24. června – úterý
 V České republice proběhla jedna z největších stávek od roku 1989.
25. června – středa
 Přes Česko se přehnala silná bouře, kterou přinesla postupující studená fronta. Vyžádala si kromě rozsáhlých škod i jeden lidský život. Na mnoha místech byla přerušena železniční doprava a dodávky elektřiny byly přerušeny stovkám domácností.
27. června – pátek
 V Zimbabwe začalo druhé kolo prezidentských voleb. V nabídce je po odstoupení vůdce opozice jediný kandidát, Robert Mugabe.
 V Praze v Košířích zemřela poslední německy píšící pražská spisovatelka Lenka Reinerová a žena lékaře a spisovatele Theodora Balka.
29. června – neděle
 Na Mistrovství Evropy ve fotbale 2008 získali fotbalisté Španělska titul mistrů Evropy po 44 letech.